# ウィリアム・アロンゾ
ウィリアム・アロンゾ（William Alonso、1933年 - 1999年2月11日）は、アルゼンチン生まれのアメリカ合衆国の都市研究者、経済学者。

## 経歴
ブエノスアイレスで生まれ、1954年にハーバード大学で建築学の学士号を得、1956年には、ハーバード大学の公共政策大学院であるケネディスクールで都市政策の修士号を取得した。さらに、1960年には、ペンシルベニア大学から地域経済学の博士号を授与された。
1960年から1961年にかけて、アロンゾはインドネシアのバンドン工科大学で、地域・都市計画部門の長として働いた。次いで1962年には、ベネズエラのベネズエラ中央大学(Universidad Central de Venezuela)に客員教授として赴き、その後ハーバードに戻って1963年から1965年まで、都市研究センターのセンター長代理を務めた。アロンゾは、このほか、イェール大学、カリフォルニア大学バークレー校、スタンフォード大学でも働いたことがある。
1976年、アロンゾはハーバード大学の人口研究センター長となった。2年後、公共衛生学部の人口政策担当教授（Richard Saltonstall記念講座）となり、同時に文理学部の社会学部門の一員にもなった。
アロンゾの研究は、人口変動に焦点が置かれており、特に都市化が進んだ地域に関心が向けられていた。このためアロンゾは、人口移動と人口分布の変動を結びつけた、数理的モデルの開発に取り組んだ。
1964年に出版した『立地と土地利用』では、都市的環境における地代の形成過程に対して、モデルを用いた接近を試みた。アロンゾのモデルは、1970年代以降の都市経済学にとって理論的支柱のひとつとなった。